# Geraldine Beamish
Winifred Geraldine Ramsey Beamish (née Ramsey; 23 de junio de 1883 – 10 de mayo de 1972) fue una tenista inglesa que compitió en los Juegos Olímpicos de Amberes 1920.

## Biografía

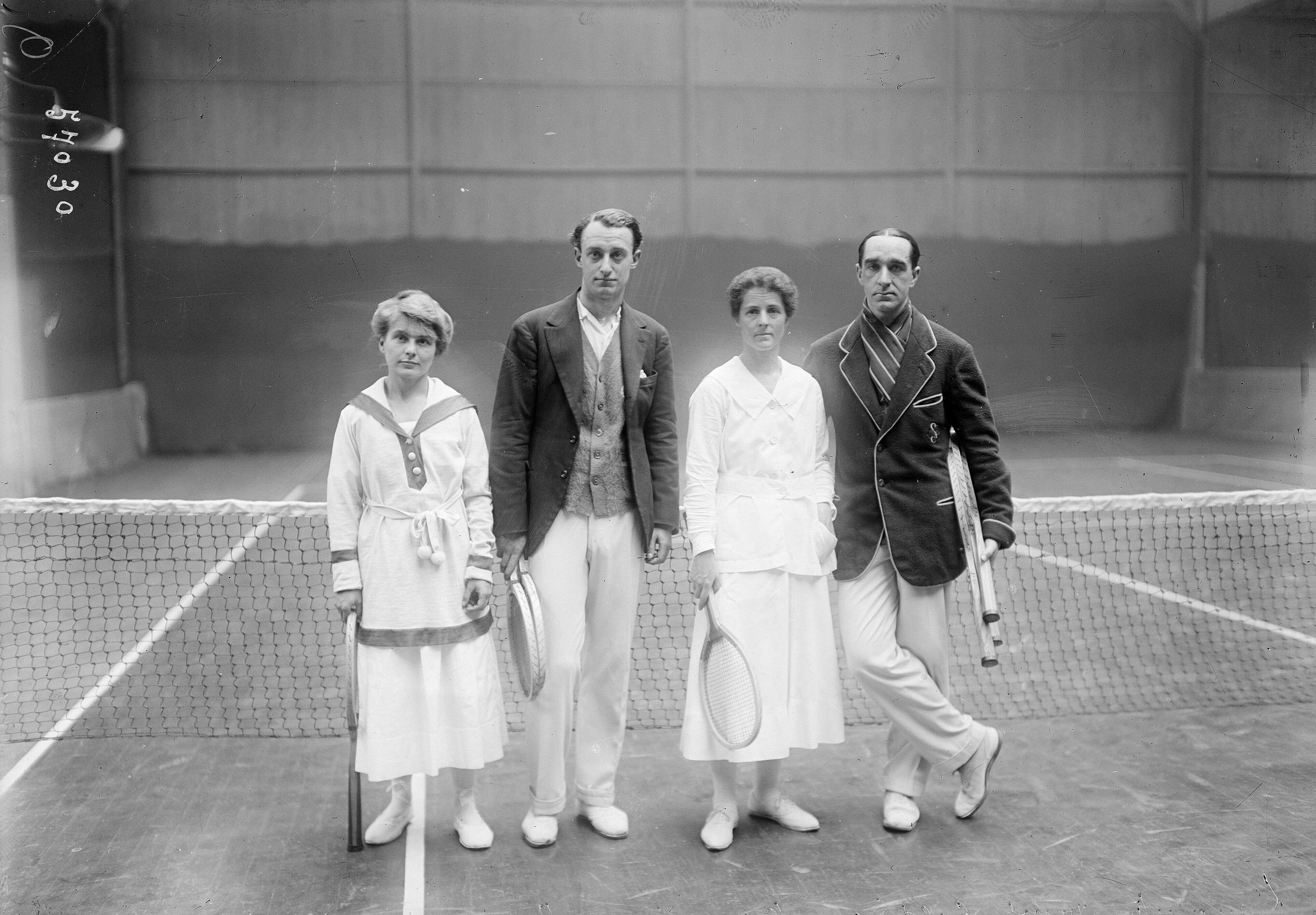
Beamish (2da desde la derecha) con Golding, Laurentz y Decugis en 1919.

Winifred Geraldine Ramsey nació el 23 de junio de 1883 en Forest Gate, Londres. Se casó con el tenista Alfred Beamish el 30 de septiembre de 1911.
Compitió en The Championships, Wimbledon desde 1910 hasta 1933 en cada año que se celebró el torneo, alcanzando las semifinales tres veces en 1919, 1922 y 1923. En 1919 perdió contra Phyllis Satterthwaite, en 1922 perdió contra Molla Mallory y al año siguiente contra Suzanne Lenglen.
En 1920 ganó la medalla de plata en la competición de dobles olímpicos con su compañera Dorothy Holman. También compitió en el evento de dobles mixtos con su esposo Alfred, pero fueron eliminados en la segunda ronda. En la competición individual tuvo un walkover en la primera ronda y fue eliminada en la segunda ronda por su compañera de dobles Dorothy Holman.
Uno de sus mayores triunfos fue su título en el Campeonato Mundial de Pista Cubierta (WCCC) en 1920, donde derrotó a Kathleen McKane Godfree en la final en tres sets. Junto con McKane Godfree ganó el título de dobles del WCCC en 1919, 1920 y 1923.
Falleció el 10 de mayo de 1972 en St Pancras, Londres.

## Finales de Grand Slam

### Dobles (1 subcampeonato)
| Resultado | Año  | Campeonato | Superficie | Compañera            | Oponentes                      | Marcador |
| --------- | ---- | ---------- | ---------- | -------------------- | ------------------------------ | -------- |
| Derrota   | 1921 | Wimbledon  | Césped     | Irene Bowder Peacock | Suzanne Lenglen Elizabeth Ryan | 1–6, 2–6 |

## Finales de campeonatos mundiales

### Individuales (1 título)
| Resultado | Año  | Campeonato                        | Superficie | Oponente        | Marcador      |
| --------- | ---- | --------------------------------- | ---------- | --------------- | ------------- |
| Victoria  | 1920 | World Covered Court Championships | Madera     | Kathleen McKane | 6–2, 5–7, 9–7 |

### Dobles (4 títulos, 1 subcampeonato)
| Resultado | Año  | Campeonato                        | Superficie | Compañera       | Oponentes                           | Marcador |
| --------- | ---- | --------------------------------- | ---------- | --------------- | ----------------------------------- | -------- |
| Victoria  | 1919 | World Covered Court Championships | Madera     | Kathleen McKane | Dorothy Holman Phyllis Covell       | 6–3, 6–4 |
| Victoria  | 1920 | World Covered Court Championships | Madera     | Kathleen McKane | Doris Craddock Irene Bowder Peacock | 6–3, 7–5 |
| Derrota   | 1922 | World Hard Court Championships    | Madera     | Kathleen McKane | Suzanne Lenglen Elizabeth Ryan      | 0–6, 4–6 |
| Victoria  | 1923 | World Hard Court Championships    | Arcilla    | Kathleen McKane | Germaine Golding Suzanne Lenglen    | 6–2, 6–3 |
| Victoria  | 1923 | World Covered Court Championships | Madera     | Kathleen McKane | Germaine Golding Jeanne Vaussard    | 6–1, 6–1 |

### Dobles mixtos (1 título)
| Resultado | Año  | Campeonato                        | Superficie | Compañero    | Oponentes                         | Marcador      |
| --------- | ---- | --------------------------------- | ---------- | ------------ | --------------------------------- | ------------- |
| Victoria  | 1919 | World Covered Court Championships | Madera     | Max Decugis  | Germaine Golding William Laurentz | 6–3, 6–3      |
| Derrota   | 1922 | World Hard Court Championships    | Arcilla    | John Gilbert | Suzanne Lenglen Henri Cochet      | 4–6, 6–4, 0–6 |